# Mystus malabaricus
Mystus malabaricus är en fiskart som först beskrevs av Jerdon, 1849.  Mystus malabaricus ingår i släktet Mystus och familjen Bagridae. IUCN kategoriserar arten globalt som nära hotad. Inga underarter finns listade i Catalogue of Life.